# Voden Heights
Die Voden Heights (englisch; bulgarisch Воденски възвишения Wodenski waswischenija) sind ein in ost-westlicher Ausrichtung 42,5 km langes, 15,4 km breites und im Mount Zadruga bis zu 1650 m hohes Gebirge an der Oskar-II.-Küste des Grahamlands auf der Antarktischen Halbinsel. Begrenzt wird es durch den Flask-Gletscher im Norden, das Scar Inlet im Osten, den Leppard-Gletscher im Süden und den Fleece-Gletscher im Südwesten. Mit dem Bruce-Plateau besteht nach Westen eine Verbindung über einen breiten und vereisten Bergsattel.
Britische Wissenschaftler kartierten es 1976. Die bulgarische Kommission für Antarktische Geographische Namen benannte es 2013 nach Ortschaften im Nordosten, Südosten und Süden Bulgariens.